# Castillo de Ussé
El castillo de Ussé (en francés: Château de Ussé) es una antigua residencia nobiliaria francesa ubicada en la comuna de Rigny-Ussé, en el departamento de Indre y Loira de la región de Centro-Valle de Loira.
En 1927 fue objeto de una inscripción en el título de los monumentos históricos, posteriormente ampliada en 1931 y 1951 con la clasificación de partes del castillo. Pertenece al conjunto cultural de los «castillos del Loira» —y es miembro de la asociación «Châteaux de la Loire, Vallée des Rois»—, y está dentro del ámbito del «Valle del Loira entre Sully-sur-Loire y Chalonnes-sur-Loire» que fue declarado Patrimonio de la Humanidad en 2000.

## Historia
Este baluarte, construido al borde del bosque de Chinon, con vistas al río Indre, fue fortificado en el siglo XI por el seigneur normando de Ussé, Gueldin de Saumur, quien rodeó el fuerte con una palizada sobre una terraza ubicada a gran altura. Más tarde, cuando el lugar pasó a estar bajo posesión del conde de Blois, se reconstruyó en piedra.
En el siglo XV, Jean V de Bueil, un capitán general de Carlos VII, compró el castillo después de haberse convertido en señor de Ussé en 1456 y comenzó a reconstruirlo en la década de 1460; su hijo, Antoine de Bueil, contrajo matrimonio en 1462 con Juana de Valois, hija natural de Carlos VII y Agnès Sorel, cuya dote consistió de cuarenta mil piezas de oro. Antoine fue acumulando cada vez más deudas y en 1485 debió vender el castillo a Jacques d’Espinay, hijo de un chambelán del duque de Bretaña y también chambelán del rey. Espinay construyó la capilla, que su hijo Carlos completó en 1538 (y que presenta un estilo gótico flamígero combinado con motivos renacentistas) y procedió a reconstruir el antiguo castillo del siglo XV, que terminó convertido en una pieza arquitectónica del estilo propio de los siglos XVI y XVII, el mismo aspecto que tiene en la actualidad.

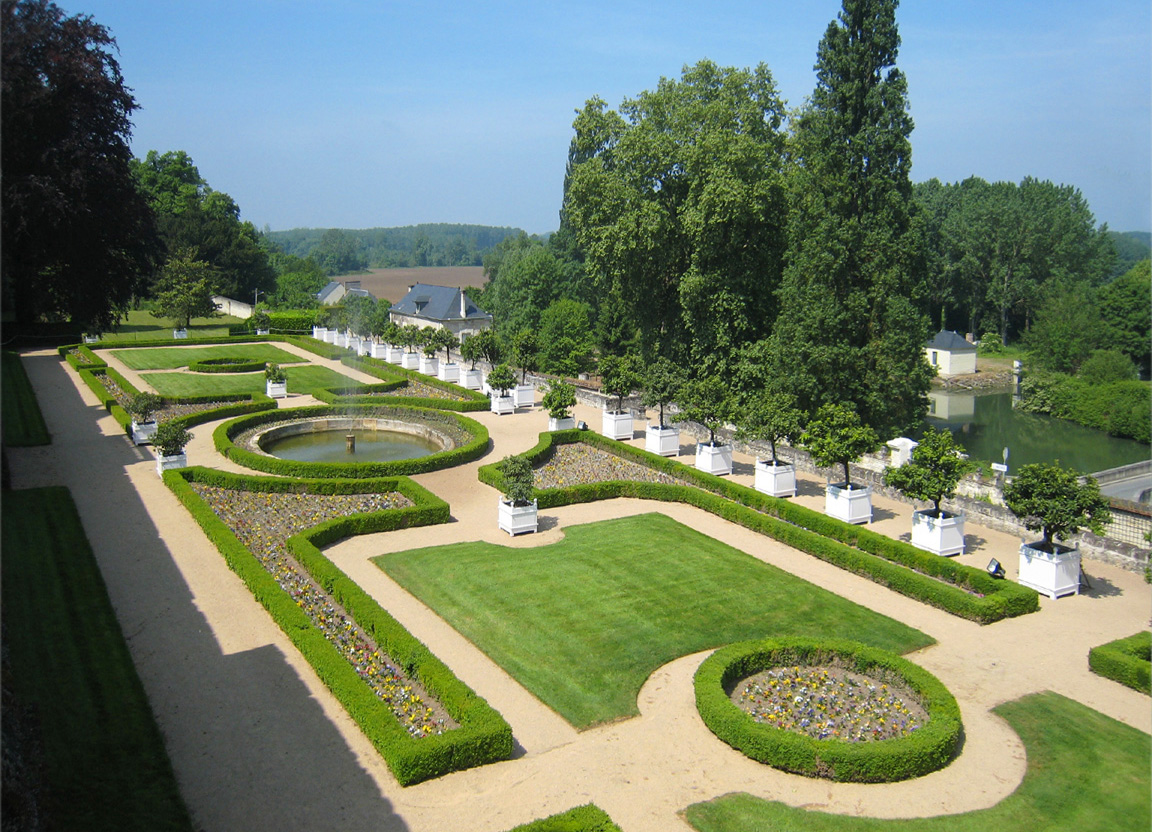
Naranjos en verano, sobre la terraza del castillo.

En el siglo XVII, Luis I de Valentinay, interventor de las residencias reales de Francia, demolió el lado norte de varios edificios para abrir el lado interior de los patios a la espectacular vista de las terrazas tipo parterre, siguiendo un estilo atribuido a André Le Nôtre. El yerno de Valentinay era el ingeniero militar Vauban, quien visitó Ussé en varias ocasiones. Años más tarde, el castillo pasó a ser propiedad de la familia Rohan. En 1807, el duque de Duras compró Ussé; en marzo de 1813, seis años después, aquí se reunían partidarios de la restauración borbónica en Francia, tales como Trémouille, el duque de Fitzjames, Jules de Polignac, Ferrand, Montmorency y el duque de Rochefoucault. Fue en el castillo donde François-René de Chateaubriand escribió su Mémoires d'Outre-Tombe, cuando era un invitado de Claire de Duras.
En 1885, la condesa de la Rochejaquelein legó Ussé a su sobrino nieto, el conde de Blacas. En la actualidad, el castillo pertenece a sus descendientes.
En 1931, el Ministerio de Cultura de Francia clasificó el castillo como monumento histórico.

## En la cultura popular

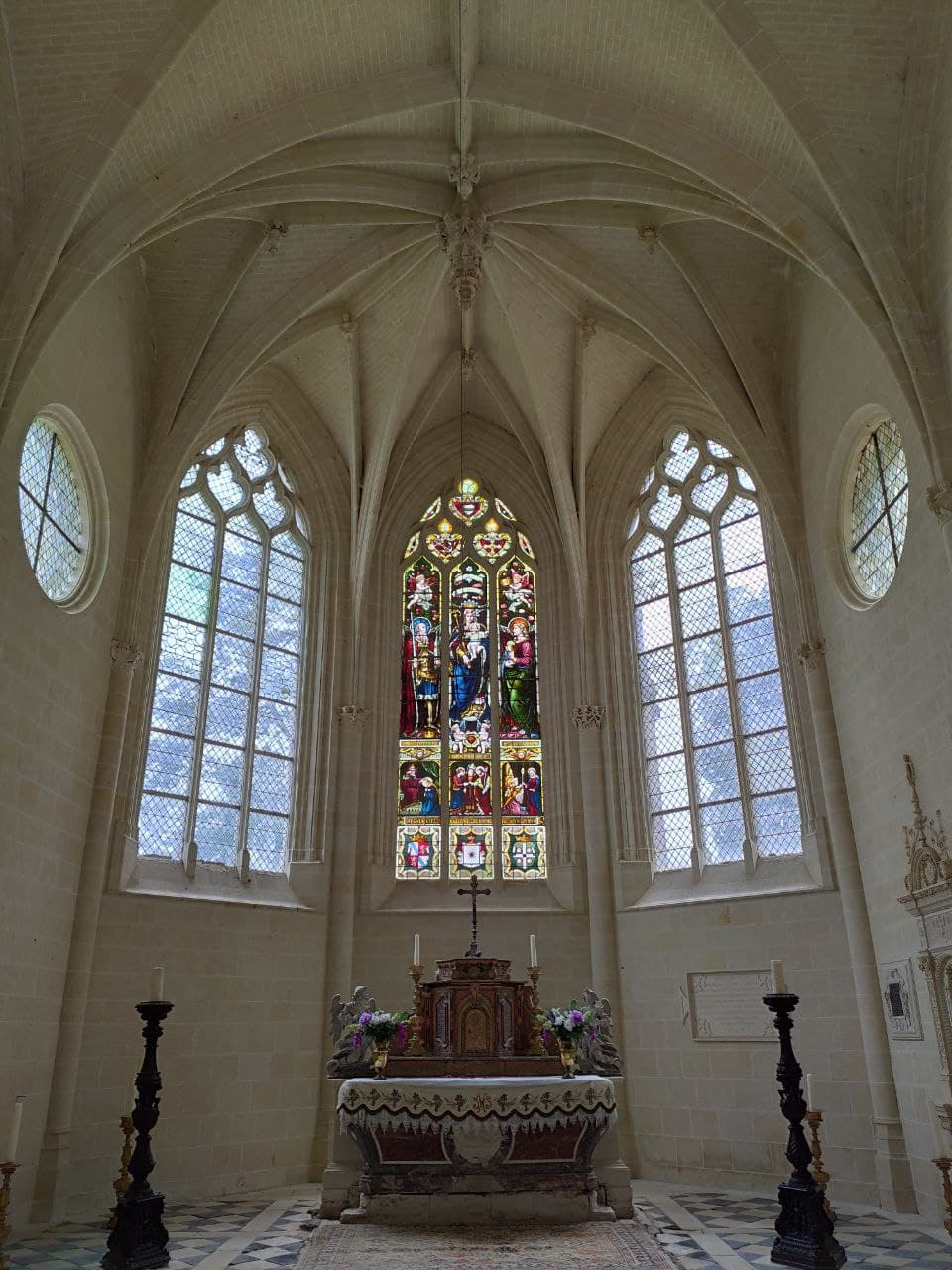
Interior de la capilla del castillo

Famoso por su pintoresco aspecto, Ussé fue el sujeto de un póster ferroviario francés creado por el Chemin de Fer de Paris à Orléans en la década de 1920 y fue uno de los numerosos castillos que inspiraron a Walt Disney en la creación de los palacios de sus películas de dibujos animados.
Según la tradición del pueblo, el castillo fue la inspiración de Charles Perrault cuando escribió La bella durmiente.
En 2015, fue seleccionado en representación de la región Centro-Valle de Loira para participar en la elección de «Le Monument préféré des Français», organizada por el programa de televisión francés del mismo nombre, presentado por Stéphane Bern y transmitido por France 2. La votación de los internautas le situó en el 7.º puesto.